# 貝佳頤 Blair
本名林儷軒（英語：Lin Li Syuan，2004年5月19日）， Rakuten Girls 樂天女孩啦啦隊成員，身高164公分，背號8號，過去亦曾使用本名儷軒活動，畢業於時雨高中，曾參加 菱格世代DD52。

## 演藝生涯
2020年參加臺灣女團選秀綜藝節目菱格世代DD52，因年齡問題未能有資格參加DD52，成為DD52練習生。同年，於北流音樂中心演唱會登台表演。
2022年，出演VERA首張專輯《Venus ERA》'Playboyz' MV。
2023年2月，參與"樂天女孩Are U Ready"徵選，由300多人報名名單中脫穎而出。
https://www.youtube.com/watch?v=dFCKlPTZtCw

## 音樂作品
2023年10月7日
《Ready Go》
與Rakuten Girls共同演出
2024年9月28日
《I'm The One》
與Rakuten Girls(白隊)共同演出

## 出版作品
2025年樂天女孩個人寫真桌曆
《美儷軒判》
2024年樂天女孩個人寫真桌曆

## 外部連結
貝佳頤的Facebook粉絲後援會
貝佳頤的Instagram帳戶
```
貝佳頤的
浪LIVE
帳戶
```